# Carrer Major (Tarragona)
Carrer Major és una obra de Tarragona protegida com a Bé Cultural d'Interès Local.

## Descripció
Antiga via sacra romana transformada en un dels carrers principals de la ciutat medieval que enllaçava el portal de Na Ponsa (portal de Misericòrdia) obert al Mur Vell, al capdavall del carrer, amb les escales de la Grassa, escales del pla de la Seu, i amb la catedral. A partir de l'inici de la construcció d'aquest darrer edifici, l'any 1171, va prendre rellevància convertint-se en un els eixos vertebradors de la ciutat. En ell s'obriren cases senyorials i en ell es va establir l'antic consistori municipal. Les cases conserven una tipologia específica que caldria conservar. En aquest carrer es troben edificis tan singulars com la Casa de Tomàs Brull (Cat. Mun. Ref.: a41), el Palau del Governador (Cat. Mun. Ref.: a42), l'Antic Ajuntament (Cat. Mun. Ref.: a 43), la casa de l'Abat (Cat. Mun. Ref.: a40) o la casa del Baró de les Quatre Torres (Cat. Mun. Ref.: a 46).